# Juan Velázquez de León
Juan Velázquez de León (Cuéllar - México Tenochtitlan, 30 de junio de 1520) fue un conquistador español.

## Biografía
Nació en la villa de Cuéllar (Segovia). Era primo del gobernador Diego Velázquez de Cuéllar y cuñado del conquistador Pánfilo de Narváez.
Se desconoce la fecha exacta de su llegada a América, aunque es probable que lo hiciera a comienzos del siglo XVI, estableciéndose en La Española. Algunos aseguran que durante su estancia en Santo Domingo mató a Altasi Rivas, un hombre principal en aquella isla, y ni la justicia ni la Audiencia Real pudieron apresarle, pues se defendía de los alguaciles y no tuvo otro remedio que huir a Cuba al amparo de su primo Diego Velázquez de Cuéllar, adelantado y primer gobernador de dicha isla, aunque no fue por mucho tiempo partidario de Velázquez de Cuéllar.
Radicó en Trinidad (actual Cuba) donde llegó a ser capitán de uno de los barcos de Hernán Cortés, con quien había entablado buenas relaciones después de su enemistad con su primo Velázquez, a causa del repartimiento de indios. De esta manera, en 1519 participó en la expedición de conquista a la América continental, donde Cortés lo envió a buscar provisiones en tres ocasiones, durante las cuales se ejecutó el golpe de Cortés contra los velazquistas (partidarios de Diego Velázquez de Cuéllar). Durante este acontecimiento fue arrestado como amigo de Velázquez, pero Cortés lo perdonó, sin duda para ganarse su confianza. Fue uno de los cinco capitanes que en [1519] apresaron a Moctezuma, cacique que después intercedió por él tras el arresto que bajo orden de Cortés y a causa de ciertas disputas sobre el oro sufrió Velázquez de León, cuando “le oyó arrastrar las cadenas por el suelo”.
Finalizado su encarcelamiento, viajó hasta Cempoala, donde tuvo una gran discusión con su cuñado, Pánfilo de Narváez, y con Diego Velázquez, el mozo (sobrino de Velázquez), por la manera que se había comportado respecto a Velázquez, que no sólo era primo suyo, sino también paisano y durante años un gran amigo y compañero. Más de un motivo le sobraba a Diego Velázquez, sobrino del gobernador, para participar en la disputa, pues éste había sido apresado por Velázquez de León en una ocasión, por orden de Cortés. En aquella discusión, el sobrino del gobernador le dijo a Velázquez de León que no era “de los buenos Velázquez de Cuéllar”, algo que irritó tanto a León que la discusión acabó en las manos.
El único amor que se le conoce fue Zicuetzin, bautizada como Elvira, una tlaxcalteca hija del cacique Maxixcatzin que formaba parte de las cinco princesas que les fueron entregadas para sellar alianzas matrimoniales.
Perdió la vida en la Noche Triste, cuando huía, junto con el resto de los españoles de Tenochtitlan (México), perseguidos por los indios mexicas, sublevados tras una matanza organizada por los españoles. Parece ser que custodiaba el animal que conducía el tesoro que habría de perderse: más de 132.000 pesos en oro y joyas calculados en valor de la época. Fuera como fuese, murió ahogado aquella noche en la calzada de Tacuba, en Tenochtitlan, México. Pedro de Alvarado lloró al contar su triste final, al igual que su suegro. Los que con él convivieron dicen que fue hombre generoso, y cuando tuvo posesiones las compartió con sus compañeros y amigos.